# Хіросімський метрополітен
Хіросімський метрополітен (яп. 広島新交通1号線) — також відомий як «Лінія Астрам», переважно естакадна лінія метро з шинним ходом в місті Хіросіма, Японія. У місті 22 станції, з яких 18 естакадних та 4 підземних. У системі використовуються шестивагонні потяги що живляться від третьої рейки.

## Історія
Будівництво метрополітену в місті почалося 28 лютого 1989 року. Початкова ділянка відкрита у 1994 році складалася з 21 станції, станція «Shin-Hakushima» на діючій ділянці відкрилася 14 березня 2015 року.

## Галерея

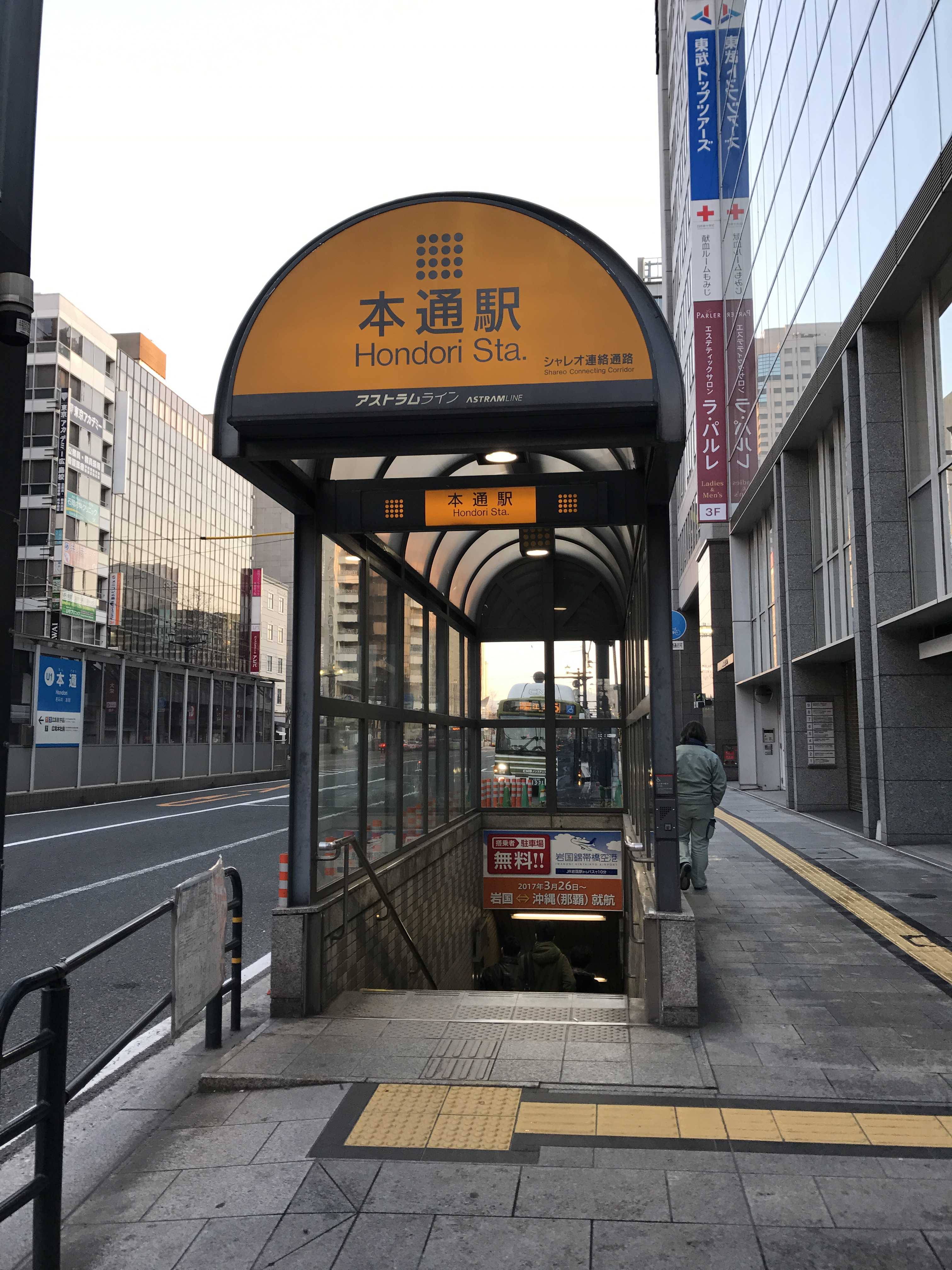
Вихід з підземної станції «Hondori»
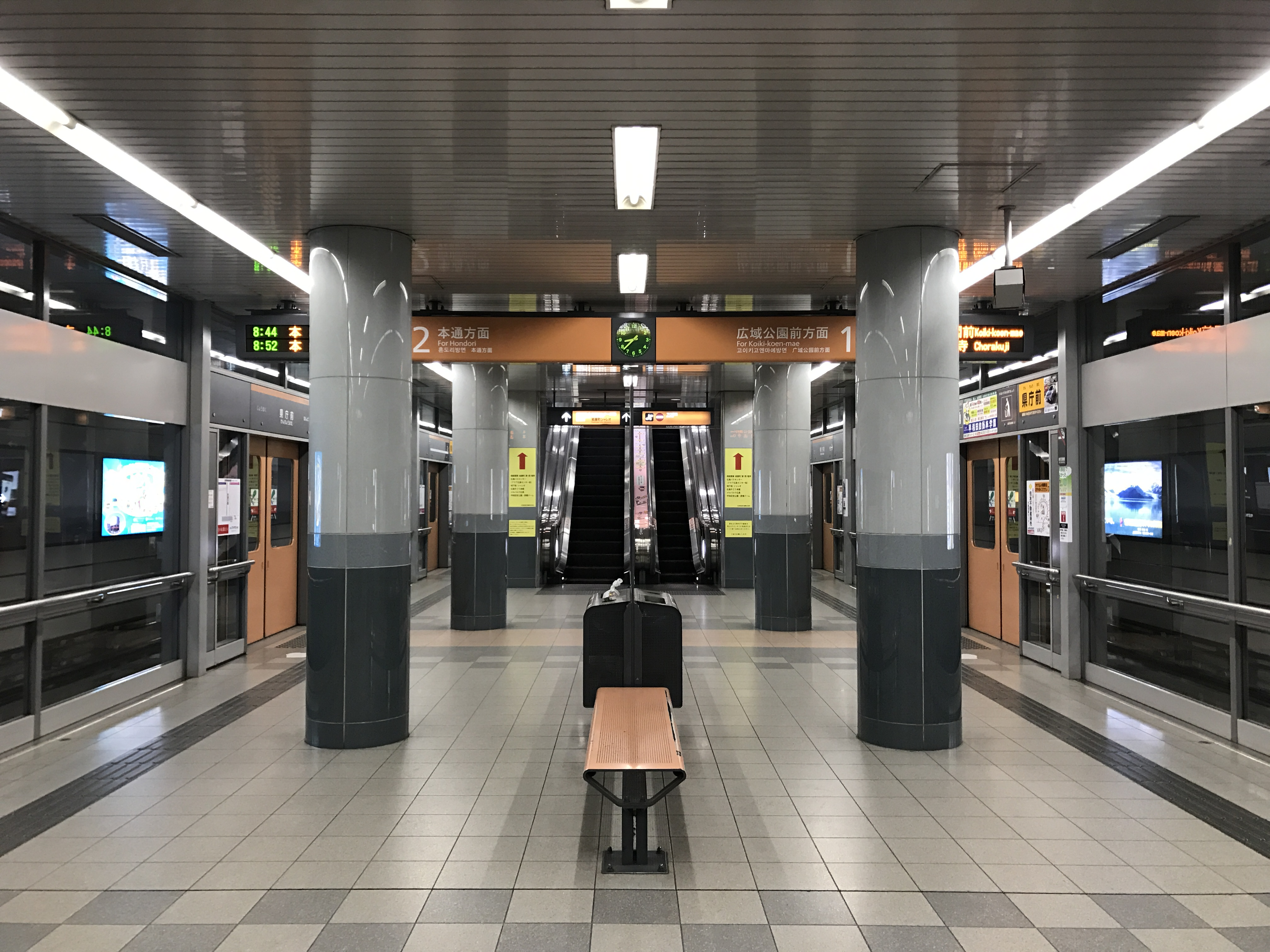
Платформа станції «Kencho-mae»
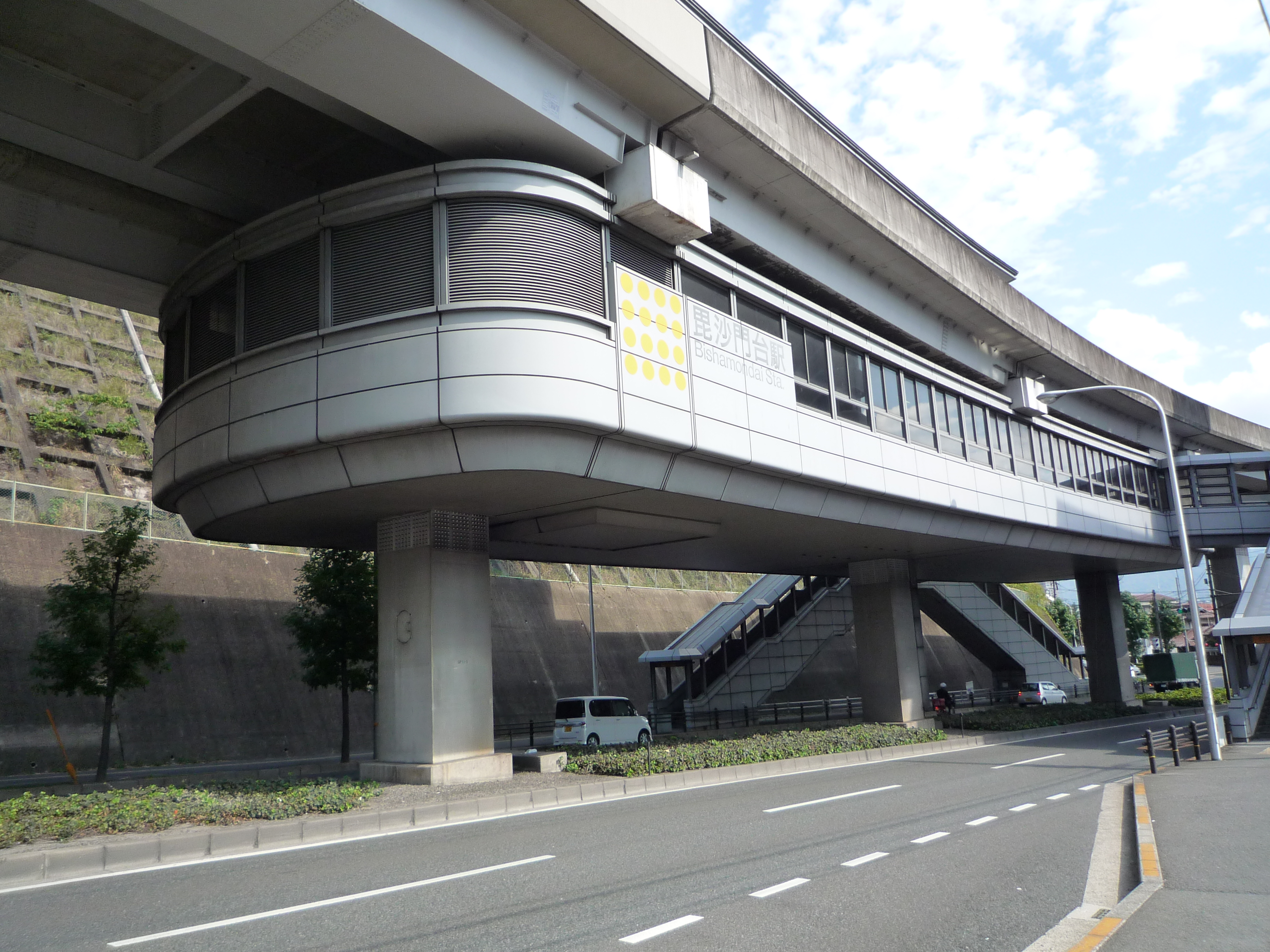
Естакадна станція «Bishamondai»
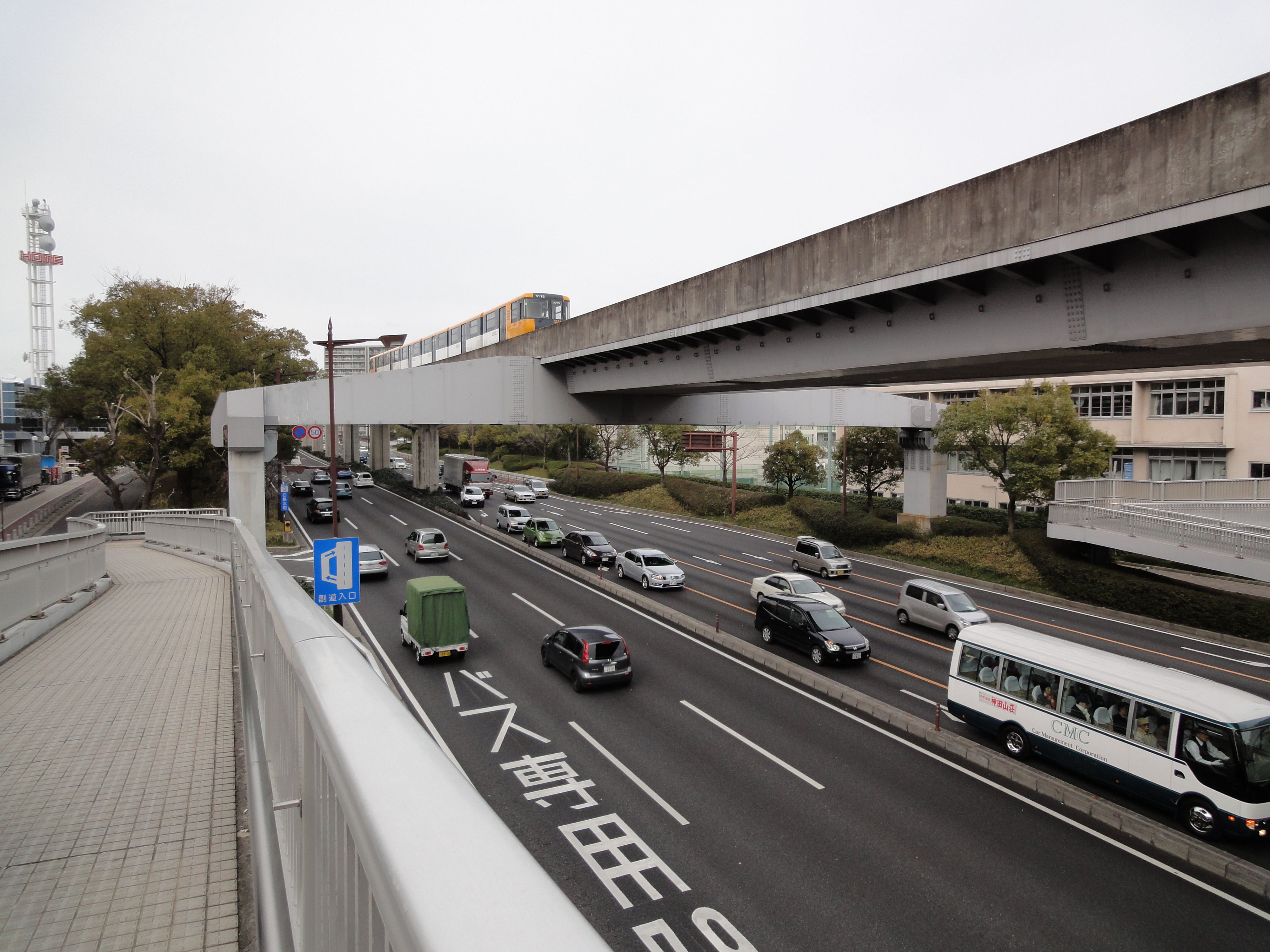
Естакада метро
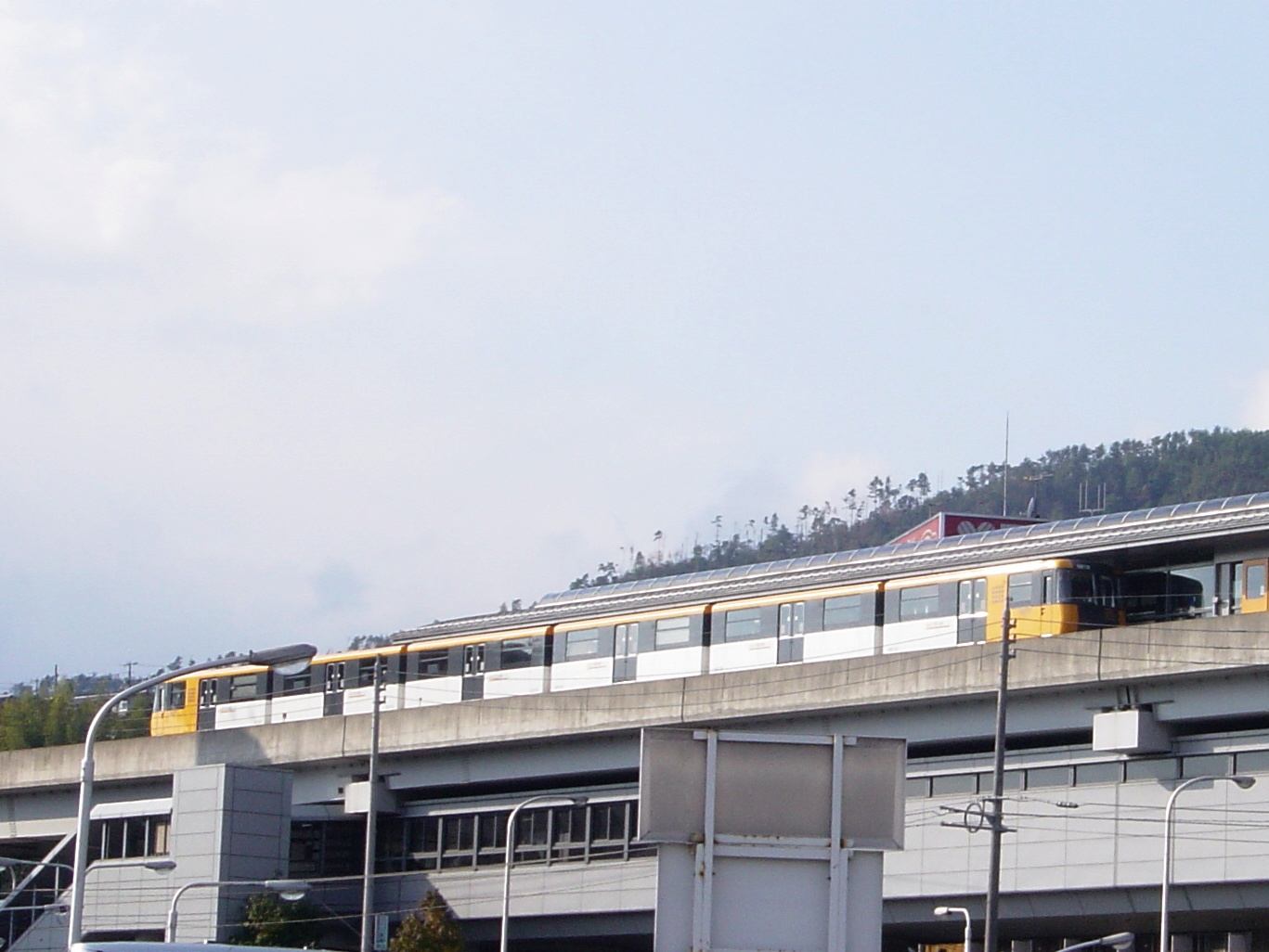
Потяг на естакадні станції
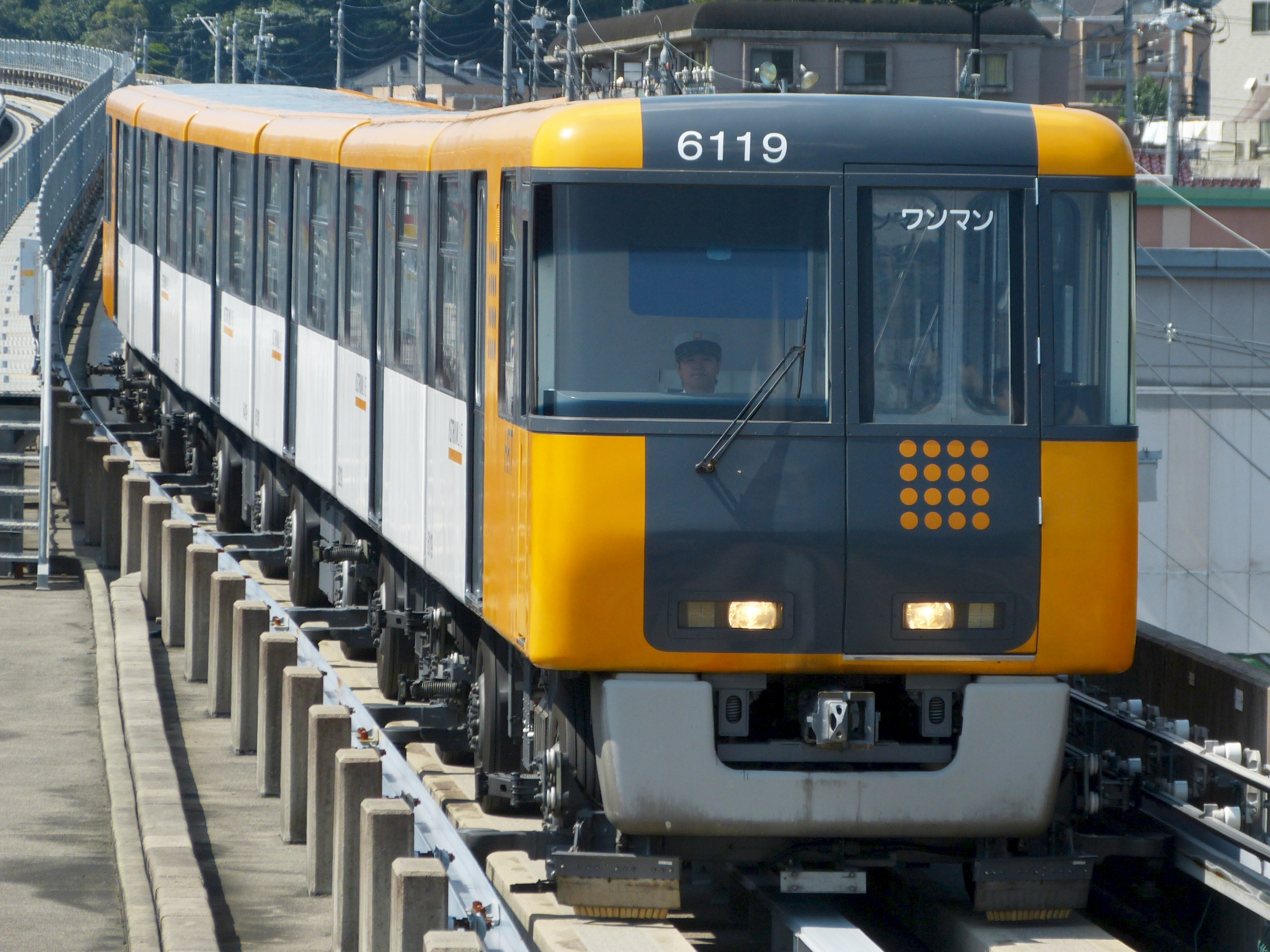
Потяг метро